# Omar Chajjám (kráter)
Omar Chajjám (anglicky Omar Khayyam) je měsíční kráter nacházející se na severní hemisféře na odvrácené straně Měsíce, který leží v librační oblasti a je tedy za příznivých podmínek (samotná librace, sluneční osvětlení) pozorovatelný ze Země. Vzhledem k velkému zkreslení nelze pozorovat mnoho detailů. Jeho jiho-jihovýchodní část je překryta menším mladším kráterem, Omar Chajjám je tak vlastně složeninou dvou kráterů, jejíž severo-severozápadní část má nevýrazný erodovaný okrajový val a jiho-jihovýchodní mnohem výraznější a ostrý val. Tvarově je tedy poněkud protáhlý v tomto směru (SSZ–JJV).
Má průměr 70 km, pojmenován je od roku 1970 podle perského matematika, filosofa, astronoma a básníka Omara Chajjáma. Vně jeho okrajového valu je několik menších kráterů, uvnitř pak několik tzv. kráterových jamek (krátery do velikosti 5 km).
Je situován uvnitř nepravidelného kráteru Poczobutt, v jeho severozápadní části. Severovýchodně lze nalézt kráter Smoluchowski, na severozápadě se dotýká valu kráteru Zsigmondy.